# Lina Radke

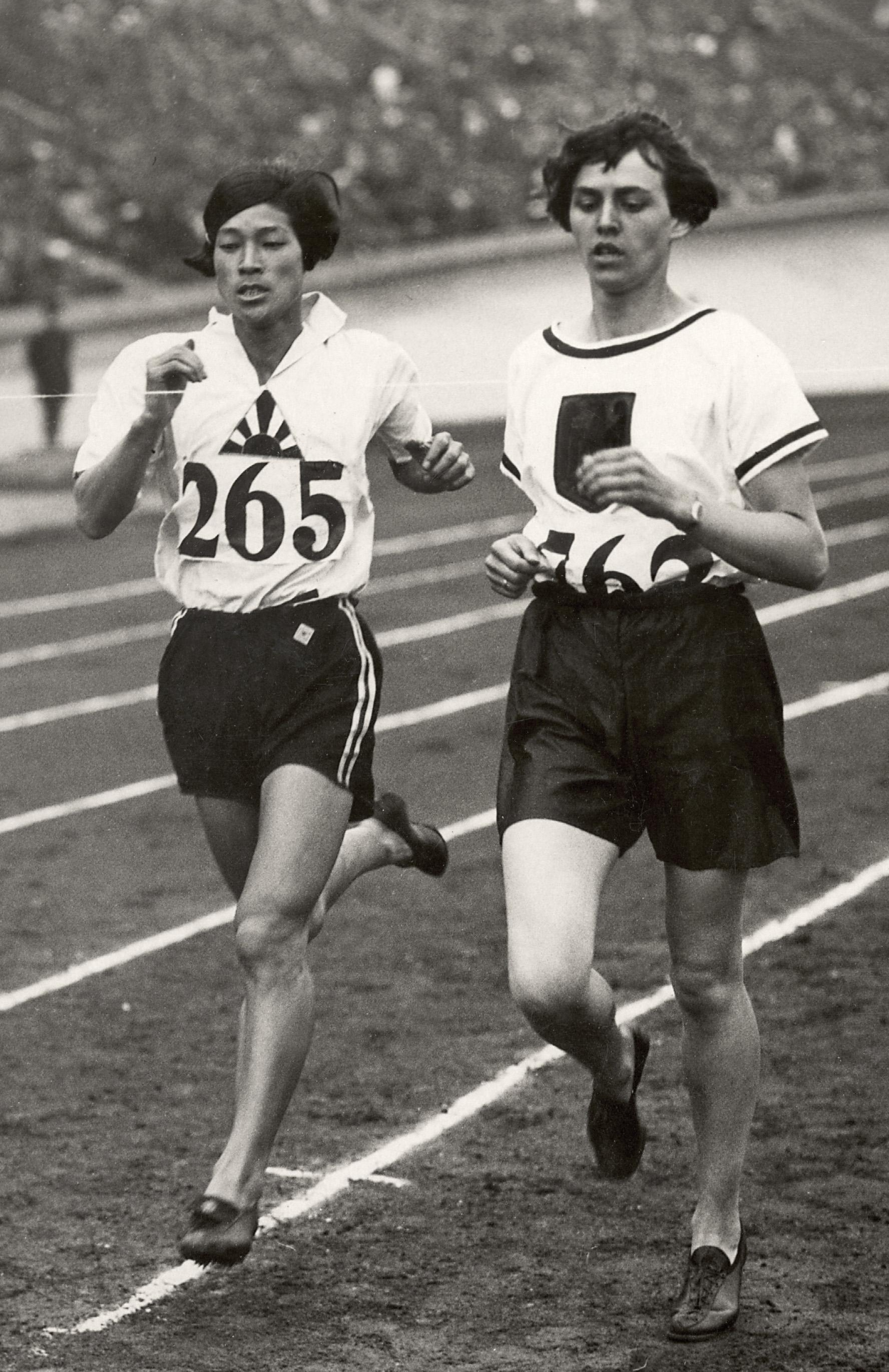
Lina Radke (z prawej) i Kinue Hitomi, Amsterdam 1928

Karoline „Lina” Radke, z domu Batschauer  (ur. 18 października 1903 w Karlsruhe, zm. 14 lutego 1983 tamże) – niemiecka lekkoatletka specjalizująca się w biegach średniodystansowych, złota medalistka igrzysk olimpijskich z 1928 z Amsterdamu, w biegu na 800 metrów.

## Finały olimpijskie
- 1928 – Amsterdam, bieg na 800 metrów – złoty medal[1]

## Inne osiągnięcia
- rekordzistka świata w biegu na 800 metrów – od 07/08/1927 do 16/06/1928 oraz od 01/07/1928 do 28/08/1944[2]

- mistrzyni Niemiec w biegu na 1000 metrów – 1926[3]
- mistrzyni Niemiec w biegu na 800 metrów – 1927 i 1928, wicemistrzyni Niemiec – 1930 i 1931[4]
- 1934 – Londyn, Światowe Igrzyska Kobiet – 4. miejsce w biegu na 800 m

## Rekordy życiowe
- bieg na 800 metrów – 2:16,8 – 2 sierpnia 1928, Amsterdam